# Gonzalo Chillida
Gonzalo Chillida Juantegui (Sant Sebastià, 12 de gener de 1926 - ibíd., 5 de juliol de 2008) fou un pintor espanyol, germà de l'escultor Eduardo Chillida. És considerat un dels millors representants de l'Abstracció Lírica en la pintura basca.
De vocació primerenca, ingressà el 1947 en l'Acadèmia de Belles Arts de Sant Fernando de Madrid, freqüentant les classes de dibuix del Cercle de Belles Arts. Entre 1951 i 1953 va ampliar els seus estudis a París, residint en el Col·legi d'Espanya de la capital francesa.
Durant els primers anys de formació, el seu estil fou de caràcter realista, amb la influència del cubisme, desenvolupant una pintura d'estructura geomètrica, de traços decidits i colors robusts.
A partir dels anys seixanta la seva pintura fou evolucionant cap a una major abstracció, encara que sempre partint d'un motiu real com eren el mar i les platges enfront dels quals visqué a Sant Sebastià, els paisatges de la muntanya basca o les vistes de l'altiplà castellà. Des d'aquests anys fins a la seva mort el 2008, el seu estil fou progressant cap a formes més desdibuixades, cap a composicions cada vegada més essencials i lliures, aconseguides mitjançant subtils pinzellades de color a l'oli.
La seva obra, mostrada al llarg dels anys en exposicions individuals i col·lectives nacionals i estrangeres, està representada en museus i col·leccions públiques i privades, entre les quals destaquen el Artium de Vitòria, l'Ajuntament de Sant Sebastià, el British Museum de Londres, el Centre Andalús d'Art Contemporani de Sevilla, la Colección BBVA de Madrid, la "Col·lecció Testimoni" de La Caixa de Barcelona, la Diputació Foral de Guipúscoa, la Fundació Juan March de Madrid, l'Institut Valencià d'Art Modern de València, el Museu Internacional d'Art Contemporani de Lanzarote, el Museu de Belles Arts de Bilbao, el Museu d'Art Abstracte Español de Conca i el Museu de Sant Telmo de Sant Sebastià. La seva trajectòria professional fou reconeguda l'any 2001 amb la concessió de la Medalla d'Or de les Belles Arts pel Ministeri de Cultura d'Espanya.
L'any 2016, tingué lloc a la Sala Kubo Kutxa de Sant Sebastià una gran exposició retrospectiva de la seva obra, on foren mostrades les seves pintures a l'oli acompanyades d'una sèrie de dibuixos, aiguaforts, litografies i fotografies originals i de la nova peça audiovisual "La idea del norte", dirigida per Alicia Chillida i Benito Macías.